# Cila
Cila (em grego:  Σκύλλα, transl.: Skýlla), na mitologia grega, conforme Homero e  Ovídio, era uma bela ninfa que se transformou em um monstro marinho.

## Versão de Ovídio
Segundo o poeta romano Ovídio, Glauco era um humano que as divindades aquáticas resolveram transformar em uma criatura do mar, com uma barba verde-acinzentada, largos ombros, braços azulados, pernas curvadas com nadadeiras na extremidade. Ele se apaixonou pela ninfa Cila, que apavorada com sua aparição, põe-se a fugir, pelas águas, pelas rochas, pelas cavernas submarinas. Mas o amor do pobre Glauco era imenso e, desesperado, e ele se lança em perseguição da bela ninfa, implorando, aos prantos, que lhe conceda um pouco de atenção. Impassível às suas súplicas, Cila continua sua fuga, escondendo-se num lugar tão inacessível que jamais Glauco conseguiria encontrá-la. Depois de inúteis buscas, Glauco é obrigado a reconhecer sua derrota. Apenas algum poder superior lhe facultaria conquistar o afeto da formosa ninfa. Abatido, torturado, Glauco dirige-se à ilha de Eeia, onde morava Circe, a feiticeira, e roga-lhe que o ajude a conquistar sua amada. Circe promete atendê-lo, mas acaba enamorando-se pelo deus marinho. Como Glauco a rejeita, agora é Circe quem põe-se a percorrer os mares, sem descanso atrás de seu amado. Como encantos de mulher revelam-se insuficientes, ela recorre a seus poderes de feiticeira, e decide transformar Cila em uma criatura tão horrenda e repulsiva que todo o amor de Glauco haveria de transformar-se em aversão. Sem ser vista, Circe derrama veneno nas águas de uma fonte onde a ninfa costumava banhar-se e retorna para a ilha de Ea onde aguarda pelos resultados. Quando Cila mergulha na água enfeitiçada seu belo corpo começa lentamente a transformar-se. Monstros horrendos surgem à sua volta, com ensurdecedor alarido. Aterrorizada, a ninfa procura afastá-los e fugir. Então descobre que os monstros são parte de si mesma, nascem de seu corpo. Desesperada corre ao encontro de Glauco e em seus braços chora longamente. Ele também lamenta a beleza perdida, mas recusa-se a permanecer com a antiga ninfa, pois o grande amor não existe mais.

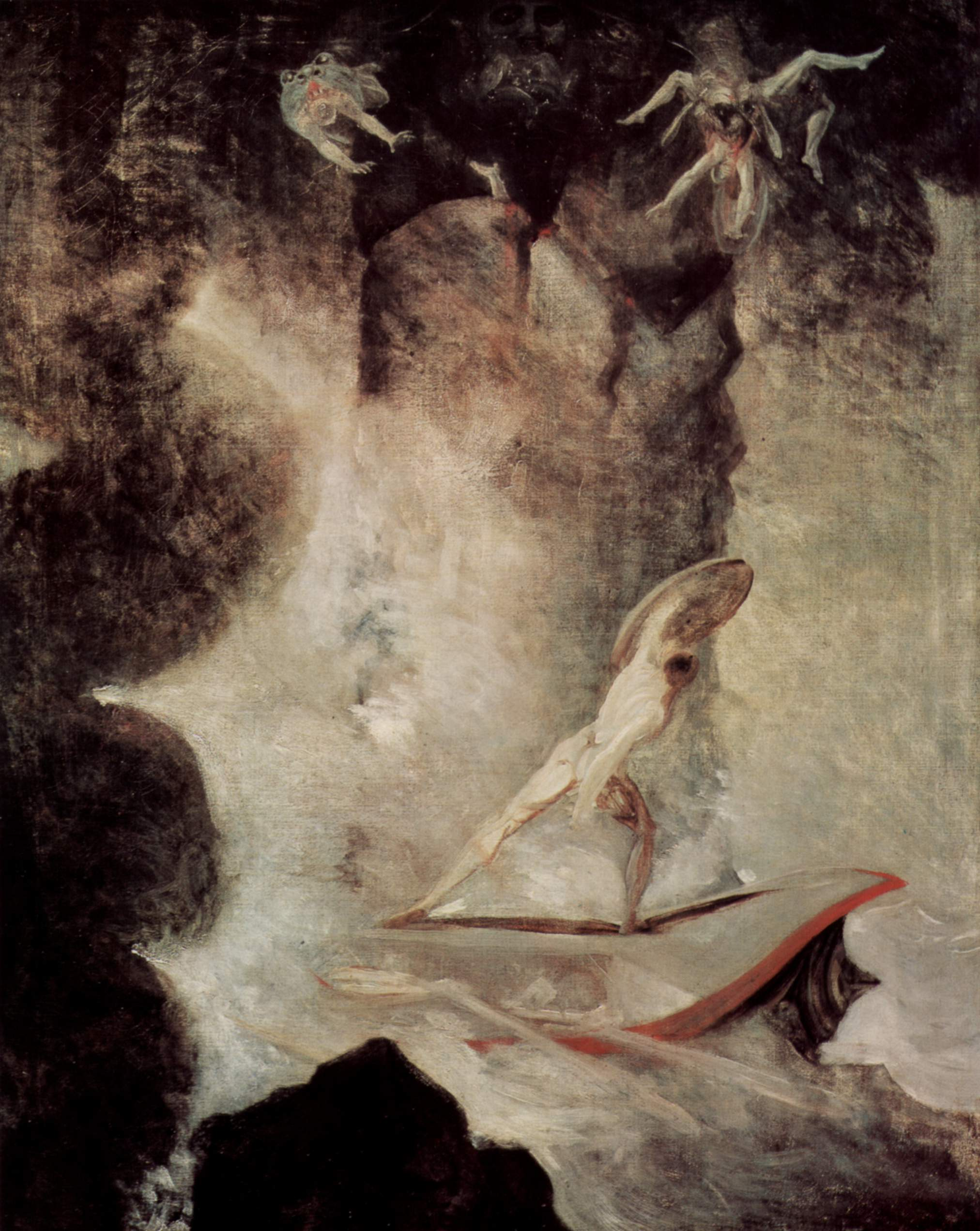
Odisseu lutando contra Cila e Caribdis
Por Heinrich Füssli

Cila retira-se para longe e vai viver no estreito de Messina, entre a Sicília e a península Itálica, aterrorizando os mortais que antes a cortejavam, deslumbrados com sua extraordinária beleza. Na ilha de Ea, Circe inutilmente espera o retorno de Glauco. Revoltado com sua traição e crueldade, Glauco jamais quis visitá-la, passando toda a existência cultivando a lembrança de uma ninfa bela e doce, que um dia se perdeu nos feitiços do ciúme.
O aterrorizante monstro marinho em que Cila se transformou tinha o torso de uma bela mulher mas, em volta da cintura, possuía seis cabeças de serpente com três fileiras de dentes e um círculo de doze cães labradores. Os cães a alertavam quando um navio estava passando, de forma que ela pudesse capturar os navegantes.

## Versão de Homero, na Odisseia
Segundo a Odisseia de Homero, para quem Cila era filha do rio Cráteis, quando a nau de Odisseu passou junto à gruta onde Cila se escondia, os cães saltaram e devoraram seis de seus companheiros.

## Outras versões
Na tradição mitológica grega, Cila era habitualmente relacionada a Caribdis, outro monstro marinho. Os dois moravam nos lados opostos do estreito de Messina e personificavam os perigos da navegação perto de rochas e redemoinhos. No cimo do rochedo, que não era tão alto quanto o penedo oposto de Cila, erguia-se uma figueira negra. Caribdis propriamente dita ficava fora da vista.
Em outras versões, Cila era filha de Fórcis e Hécate ou ainda de Lâmia. Tal como acontece com a maioria dos deuses marinhos, era às vezes tida também como filha de Tifão e Equidna; Higino diz que ela foi morta por Hércules.